# Base de datos probabilística
Una base de datos probabilística es una base de datos en la que los campos tienen asociados valores de probabilidad. 
Los gestores de bases de datos probabilísticas son un área de investigación muy activa en la actualidad. Si bien aun no hay productos comerciales, existen diversos prototipos.
En las bases de datos probabilísticas se distingue entre el modelo de datos y su representación física, de un modo similar al de una base de datos relacional. En las probabilísticas esta distinción es crucial porque tienen que representar números muy grandes de posibles valores, a veces exponencial.